# Майами (народ)

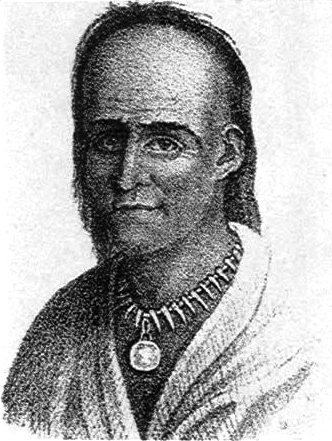
Маленькая Черепаха, вождь майами.

Майами (майами-иллинойс Myaamiaki) — племя североамериканских индейцев алгонкинской языковой группы. Говорили на языке майами-иллинойс. В первой половине XVIII века территория майами охватывала части трёх современных американских штатов — запад Огайо, север Индианы и юго-запад Мичигана. К 1846 году большая часть народа была депортирована на Индейскую территорию, первоначально на территорию современного штата Канзас, а позже ещё южнее, на северо-восток нынешней Оклахомы.

## История
Жили у западных берегов озера Мичиган и с 1658 года стали впервые известны французам. Первым европейцем, услышавшим о них, был католический священник Габриэль Дрейет, в 1658 году получивший от
оджибве сообщение о небольшом племени, которое они называли умамик (народ полуострова), недавно переселившимся в район Грин-Бэй. Вскоре после этого они были вытеснены оттуда другими индейскими племенами и поселились на территории современных штатов Индиана и Огайо. Майами исторически состояли из нескольких известных групп, в том числе атчатчакангоуэн, килатика, пепикокия, менгаконкия, пианкашо и веа, причём последние две образовали самостоятельные племена. В конце XVII века губернатор Новой Франции Луи де Бюад де Фронтенак назначил Жан-Батиста Биссо де Венсена командующим французскими аванпостами на северо-востоке Индианы и юго-западе Мичигана. Венсен подружился с лидерами майами и более 20 лет оказывал влияние на политику племени.
Майами были оседлыми земледельцами, занимались также охотой на бизонов.
Активно участвовали во всех индейских восстаниях и войнах вплоть до 1812 года.
Несмотря на сопротивление американским переселенцам, майами вынуждены были в период с 1795 по 1854 гг. покинуть все свои земли (лишь часть племени осталась в Индиане) и уйти на запад (за реку Миссисипи), сначала в Канзас, а потом на Индейскую территорию.
В середине XX в. численность майами, оставшихся в Индиане, была около 400 чел., они представляли собой метисов, рассеянных по штату небольшими общинами, представляющими собой мелкие фермерские хозяйства.

## Население
В 1717 году численность всех групп майами составляла примерно 8000 человек. В течение следующих 20 лет майами, также как и соседние племена, пострадали от быстрого сокращения населения в результате нескольких евразийских эпидемий. К 1736 году майами насчитывали менее 3000 человек. Британские оценки после 1763 года варьировались от 1800 до 2700 в зависимости от того, были ли веа и пианкашо включены в состав майами. Первые точные подсчёты, проведенные американцами в 1825 году, дали около 1100 Майами и ил-ривер, 327 веа и чуть более 150 пианкашо — всего около 1600. К 1846 году совокупное население майами, пианкашо и веа в Канзасе приблизилось к 1000 человек. Майами, которые остались в Индиане (состоящие в основном из метисов), насчитывали от 500 до 1500 человек, в зависимости от того, какая часть населения со смешанной кровью была включена. В 1872 году только 247 жителей Индианы идентифицировали себя как майами.
Племенной статус майами в Индиане был отменён американскими властями в 1897 году, но по данным переписи 1910 года в штате по-прежнему числилось 90 Майами. После принятия Закона о реорганизации индейцев они организовались в 1937 году как нация индейцев майами штата Индиана. Около 6000 членов племени сосредоточены в основном в округах Аллен, Хантингтон и Майами в штате Индиана. Племенные отделения находятся также в городе Перу, но им так и не удалось вернуть федеральный статус. Единственным официальным представителем народа ныне является племя майами из Оклахомы, базирующееся в северо-восточной части штата. В том же районе проживают потомки веа и пианкашо, зачисленные в признанное на федеральном уровне племя индейцев пеория в штате Оклахома. С минимальной отметки в 129 человек в 1909 году число майами в Оклахоме выросло до 2523 человека в 2010 году. Общая численность народа в том же году составляла 3975 человек.